# Koszmosz–70
A Koszmosz–70 (oroszul: Космос 70) Koszmosz műhold, a szovjet műszeres műhold-sorozat tagja. Technológiai műhold.

## Küldetés
Fő feladatként a Koszmosz–53 műhold technikai műveleteit (kommunikációs próbák különböző frekvenciákon és módszerekkel, navigációs feladatok – gáz- és rakétafúvókák alkalmazása –, tájolási műveletek végrehajtása) hajtotta végre az előírt program szerint.

## Jellemzői
Az OKB–1 tervezőirodában kifejlesztett és megépített DSZ–A1 (DSZ – Dnyepropetrovszkij szputnyik) típusú műhold. Üzemeltetője a szovjet Tudományos Akadémia.
1965. július 2-án a Kapusztyin Jar rakétakísérleti lőtérről a Majak–2 indítóállásából egy  (Koszmosz hordozórakéta|Koszmosz–2I) (63SZ1) típusú hordozórakétával juttatták Föld körüli, közeli körpályára. Az orbitális egység pályája 98,1 perces, 48.7 fokos hajlásszögű, elliptikus pálya perigeuma 225 kilométer, apogeuma 1113 kilométer volt. Hasznos tömege 250 kilogramm. A sorozat felépítését, szerkezetét, alapvető fedélzeti rendszereit tekintve egységesített, szabványosított tudományos-kutató űreszköz. Áramforrása kémiai akkumulátor és napelemek kombinációja.
1966. december 18-án földi parancsra belépett a légkörbe és megsemmisült.